# アントニオ・カヴォリ
アントニオ・カヴォリ（Antonio Cavoli,　1888年8月4日 - 1972年11月22日）は、イタリア出身のカトリックの神父でサレジオ会士。「イエスのカリタス修道女会」の創立者。　

## 生涯
1888年8月4日、イタリアのフォルリ県サン・ジョヴァンニ　イン・マリニャーノ村で生まれる。1902年10月、リミニ教区の小神学校に入学。1914年5月1日、リミニの司教座聖堂において司祭に叙階された。
1915年7月、カヴォリは従軍司祭として出征し、1920年10月7日にカトリック教会の修道会であるサレジオ会に入会し、1922年1月5日に修道誓願を宣立した。1926年2月8日、同会司祭ヴィンチェンツォ・チマッティを団長とするサレジオ会宣教師団の一員として来日・福岡県の門司港に上陸した。なお、この宣教師団は9名で、これがサレジオ会として日本への初めての宣教となった。　
1928年、カヴォリはカトリック宮崎教会の主任司祭に就任し、1932年12月、宮崎市吉村町沖の原甲に救護院を設立した。1933年春には、孤児のための建物を建造した。1933年10月3日から1935年4月10日には、カヴォリは福祉事業に係る資金を集めるため、母国イタリアに帰国し、150回の講演による募金活動を行った。イタリアから帰国後には救護院の永続を目的として、その経済的基盤を確立するために農場を設立した。
1932年 最初に主任司祭として赴任した宮崎において、「カリタスの園」の活動を開始した。これがカヴォリの愛徳事業の始まりとなった。
1937年8月15日、チマッティの勧めに従い「宮崎カリタス修道女会」（現在の「イエスのカリタス修道女会」）をチマッティと協同で創立。 ローマより修道会創立の認可（6月16日付）が宮崎教区長だったチマッティのもとに届き、正式に創立が認可された。チマッティは長上でカヴォリの良き理解者だった。なお、チマッティは、カトリック教会において「尊者」として称えられている。　　
1941年12月8日、第二次世界大戦の勃発により、イタリアからの援助・通信が断たれた。1945年7月半ば頃から2ヶ月間に渡り、カヴォリは熊本県の阿蘇山腹の収容所に他の外国人宣教師たちと共に収容された。
第二次世界大戦の終戦後、カヴォリの元には、方々から修道会の会員派遣要請が来るようになり、修道女たちを海外等に派遣した。1951年12月、修道会本部と修練院を宮崎から東京へ移転。これに伴いカヴォリは東京に移住した。1962年、カヴォリは勲四等瑞宝章を授与された。1964年5月1日には、司祭叙階50周年を迎え、1962年頃から、病気のため闘病生活を続けていたが、1972年11月22日、東京で死去した。